# Henryk Borek-Prek
Henryk Borek-Prek herbu własnego (ur. 20 kwietnia 1878) – polski właściciel ziemski, działacz społeczny, gospodarczy i samorządowy, rotmistrz rezerwy kawalerii Wojska Polskiego.

## Życiorys
Urodził się 20 kwietnia 1878. Na początku XX wieku był właścicielem dóbr tabularnych koło Kałusza: Łuka (z Kuleszówką i Stopami), Moszkowce (1904 samodzielnie, 1905 władał nimi hr. Klemens Dzieduszycki, a w drugiej dekadzie XX wieku posiadali Moszkowce wspolnie Henryk Prek i hr. K. Dzieduszycki), Siwka Wojniłowska i Stopa.
Od około 1902 do około 1905 był członkiem oddziału kałuskiego C. K. Galicyjskiego Towarzystwa Gospodarskiego we Lwowie. Był działaczem wydziału okręgowego C. K. Galicyjskiego Towarzystwa Kredytowego Ziemskiego Kałusz-Dolina, gdzie od około 1907 do około 1914 był zastępcą delegata, a od około 1912 jednocześnie pełnił funkcję detaksatora. Od około 1908 do co najmniej 1914 był zastępcą członka wydziału Galicyjskiego Towarzystwa Łowieckiego.
Jako właściciel ziemski wybrany z grupy większych posiadłości od około 1908 do co najmniej 1914 był członkiem Rady c. k. powiatu kałuskiego, zaś od około 1912 jednocześnie sprawował stanowisko prezesa (marszałka) wydziału powiatowego. Od około 1911 do co najmniej 1914 piastował posadę prezesa wydziału Powiatowej Kasy Oszczędności w Kałuszu. Od około 1911 do około 1913 był członkiem rady nadzorczej Spółki Agronomów we Lwowie. Jako delegat Rady powiatowej był członkiem C. K. Rady Szkolnej Okręgowej w Kałuszu od około 1912 do co najmniej 1914. Przed 1914 został członkiem wydziału Galicyjskiego Klubu Automobilowego (analogicznie Henryk Prek).
W rezerwie kawalerii C. K. Armii został mianowany kadetem z dniem 1 stycznia 1902, a potem mianowany na stopień oficerski porucznika z dniem 1 stycznia 1906. Był przydzielony do 6 pułku ułanów w Rzeszowie. Po przeniesieniu do C. K. Obrony Krajowej został zweryfikowany w stopniu porucznika oddziałów konnych w grupie nieaktywnych z dniem 1 stycznia 1906. Był przydzielony do grup oficerów nieaktywnych pułku ułanów nr 3 w Rzeszowie (przydział posiadał tam też Lucjan Borek-Prek) do około 1912. Po zakończeniu wojny i odzyskaniu przez Polskę niepodległości został przyjęty do Wojska Polskiego. Został awansowany na stopień rotmistrza rezerwy kawalerii ze starszeństwem z dniem 1 czerwca 1919. W 1923 był oficerem rezerwowym 21 pułku ułanów w Równem. W 1934 jako rotmistrz rezerwy był przydzielony do Oficerskiej Kadry Okręgowej nr VI w grupie oficerów pospolitego ruszenia kawalerii jako oficer przewidziany do użycia w czasie wojny i pozostawał wówczas w ewidencji Powiatowej Komendy Uzupełnień Kałusz.
W niepodległej II Rzeczypospolitej 29 marca 1920 na walnym zebraniu Kałuskiego Oddziału Towarzystwa Gospodarskiego został wybrany delegatem na ogólne zebranie TG oraz radnym Rady Oddziału.